# 多纹泥炭藓
多纹泥炭藓（学名：Sphagnum multifibrosum）为泥炭藓科泥炭藓属下的一个种，分布于中华人民共和国西藏、云南、四川、福建和黑龙江等地，为中国特有种，属于中国国家二级保护野生植物。

## 特征
多纹泥炭藓的植物体粗壮，高达10厘米以上，往往成大面积丛生，淡绿带黄色；枝条较稀疏；茎叶较狭长且扁平；茎叶无色细胞密被纹孔。